# Blennospora
Blennospora A. Gray – rodzaj roślin z rodziny astrowatych (Asteraceae). Obejmuje trzy gatunki, występujące naturalnie w południowej Australii.

## Systematyka
Pozycja według APweb (aktualizowany system APG III z 2009)
Jeden z rodzajów plemienia Gnaphalieae z podrodziny Asteroideae w obrębie rodziny astrowatych (Asteraceae) z rzędu astrowców (Asterales) należącego do dwuliściennych właściwych.
Wykaz gatunków
- Blennospora doliiformis Keighery
- Blennospora drummondii (A.Br.) A.Gray
- Blennospora phlegmatocarpa (Diels) P.S.Short